# Batalla de San Mateo (Venezuela)
La batalla de San Mateo (1814) fue un importante encuentro de la guerra de independencia de Venezuela, en la cual un ejército llanero al mando del militar español José Tomás Boves sitió por varios días a fuerzas republicanas comandadas por Simón Bolívar. Los realistas cargaron varias veces contra la ciudad de San Mateo y fueron contenidos por los patriotas con mucha dificultad.

## Antecedentes
Tras sublevarse a fines de 1813, mientras el grueso del ejército patriota estaba en campaña contra Ceballos, Boves había reunido bajo su mando una fuerza de 20 000 llaneros según el testimonio de José Francisco de Heredia y Mieses, oidor de la Real Audiencia de Caracas. Según el general Lino Duarte Level eran 19 000 al morir Boves en Urica. La mayoría de Cojedes, Apure y Guárico. Finalmente tras apoderarse de Calabozo después de su victoria en la batalla de San Marcos (8 de diciembre) se lanzó en una sangrienta campaña por el centro del país hacia Caracas con la mitad de esa tropa, unos 10 000 a 12 000 jinetes operativos, pero apenas 300 eran españoles. Primero derrotó a Vicente Campo Elías cuando intento detenerle en la La Puerta, iniciando su avance por los valles de Aragua (3 de febrero de 1814), amenazando así a Caracas y Valencia. Temiendo que Boves reclutara a los 1400 presos españoles y canarios que estaban en las prisiones de La Guaira y Caracas, Bolívar hizo ejecutar a 1253 de ellos (8 de febrero).
Boves logró conseguir el apoyo de los esclavos fugitivos, pardos e indios de los Llanos. De estos últimos logró reclutar miles de las milicias de las misiones al sur del Orinoco (mapoyos, yaruros, panares, guahibos y demás) y a la larga se le sumaron los salvajes (no reducidos) al norte del río, como los kariñas y waraos que contaban cada una 500 a 2000 guerreros durante la Emigración a Oriente para acosar a los republicanos. El apoyo a los realistas de parte de los pueblos indígenas fue mayoritario, destacando los casos de los caribes y de los caquetíos.
Entre las razones de este apoyo masivo estuvieron que el ejército de Campo Elías tenía entre sus objetivos la recaptura masiva de los esclavos fugados desde las plantaciones de la costa Caribe. Estos esclavos eran vitales para reactivar la economía de la zona republicana. Debido a este motivo las tropas republicanas fueron extremadamente violentas con los llaneros. La causa fue el miedo que tenían los ganaderos llaneros, que usaban libremente el terreno para pastar sus ganados, de ver usurpadas sus tierras por los grandes terratenientes y mercaderes caraqueños. Esta amenaza afectaba en particular a las comunidades indígenas, cuyas tierras comunales estaban protegidas por la Corona española. Por último estaban el rencor y el deseo de ascenso social expresados en la posibilidad de ser liberados por servir en el ejército, ascender en la estructura de mando (Boves ascendía a sus soldados según sus méritos y no por su casta o clase social) y conseguir botín con el saqueo (siempre muy brutal) de pueblos, haciendas y ciudades.

## Asedio de la ciudad
Antes de la batalla el 11 de febrero mandó a Francisco Rosete al valle de Aragua y tuy El 28 de febrero de 1814 llegan las primeras avanzadas de caballería a los alrededores de la ciudad y asaltan las trincheras que defendían la entrada al valle pero lo estrecho del terreno y lo concentrado del fuego republicano causan muchas bajas en los llaneros que son obligados a retirarse. A la mañana siguiente, Boves que ya había llegado al lugar ordena a la caballería subir a Puntas del Monte, una serie de colinas que se encontraban en el ala izquierda de los defensores, desde ahí los llaneros cargaron varias veces pero nuevamente sufrieron muchas bajas por los bien atrincherados defensores. Cuenta la leyenda en una de estas cargas fue herido mortalmente Antíno, el caballo de Boves, y que éste —que era conocido por su crueldad— lloró desconsoladamente y juró vengarse frente a sus hombres.

## Batalla
La inutilidad de una carga de caballería contra las líneas republicanas hizo a Boves pensar un plan que le permitiera obtener el parque republicano almacenado en la «casa alta» del ingenio Bolívar para armar a sus hombres, que en su mayoría contaban solo con lanzas.
La custodia le fue encomendada al capitán neogranadino Antonio Ricaurte y a una pequeña tropa de cincuenta soldados. El capitán dispuso rodeo la plaza de armas por todos sus accesos con "carroneras" (cañones de a 4 o de a 6 pulgadas en la boca, colocados sobre ruedas pequeñas para disparos rasantes sobre el piso) y tiradores en los tejados. Durante el ataque realista del 25 de marzo, Francisco Tomás Morales se apoderó del Ingenio, y al mismo tiempo, una de sus columnas, bajando por la fila de Los Cucharos tomó la «casa alta». Ricaurte, quien, al ver tropas realistas en condiciones de capturar aquel arsenal, esperó a que entraran y acto seguido prendió fuego a los polvorines y lo hizo volar con lo cual pereció él y aquellos que se hallaban dentro del recinto. Bolívar aprovechó el desorden momentáneo que se produjo entre los atacantes y lanzó un contraataque, con el cual reconquistó la «casa alta», hoy museo histórico Antonio Ricaurte.
Boves organizó otros dos grandes ataques, el 20 y el 25 de marzo. Fue rechazado con fuertes bajas.

## Fin de la batalla
A finales de marzo Boves tuvo conocimiento de la cercanía de un ejército republicano de 4000 de hombres que se acercaba a San Mateo para auxiliar a Bolívar. decidió salir a enfrentar las fuerzas de Santiago Mariño que se dirigían a auxiliar a la ciudad, se encontraron en Bocachica cerca de la ciudad, Boves fue derrotado y volvió a los Llanos a reunir otro ejército.